# Roma quadrata
Roma quadrata è un antico riferimento letterario agli eventi della fondazione di Roma, utilizzato per indicare un luogo, più o meno esteso, dell'antica città di Roma.
Per una ipotesi si trattava di un'ara o di una fossa sul Palatino, con funzioni sacrali; per un'altra si trattava di una ristretta area sacra, corrispondente all'area Apollinis che occupava una piccola parte del Palatino; e infine per una terza ipotesi Roma quadrata corrispondeva con il pomerio romuleo sul Palatino.

## Ara o fossa
Una prima ipotesi per Roma quadrata viene fornita da Festo che lo identifica con il luogo segnalato da una pietra quadrata davanti al templum Apollinis, luogo dove sono deposte le offerte beneauguranti quando si fonda una città. 

## Area sacra
Per un'altra interpretazione Roma quadrata indicava una ristretta area monumentale, ovvero l' area Apollinis, che occupava una piccola parte del Palatino. Per Plutarco Roma quadrata è l'area consacrata da Romolo sul Palatino per interpretare i segni augurali, per stabilire chi tra Romolo o Remo dovesse fondare la città: se Roma o Remoria. Quindi Roma quadrata precede Roma.
Anche Marco Terenzio Varrone, citato da Solino, fa precedre la fondazione di Roma da quella della Roma quadrata, che pone tra l'area sacra di Apollo e le scale di Caco, aggiungendo una descrizione di difficile interpretazione: quod ad aequlibrium foret posita.
Flavio Giuseppe raccontando delle vicende legate all'imperatore Claudio, racconta di come i soldati si fossero radunati in uno spiazzo sul Palatino, che si racconta fosse stato abitato dai primi abitanti di Roma.

## Pomerio palatino

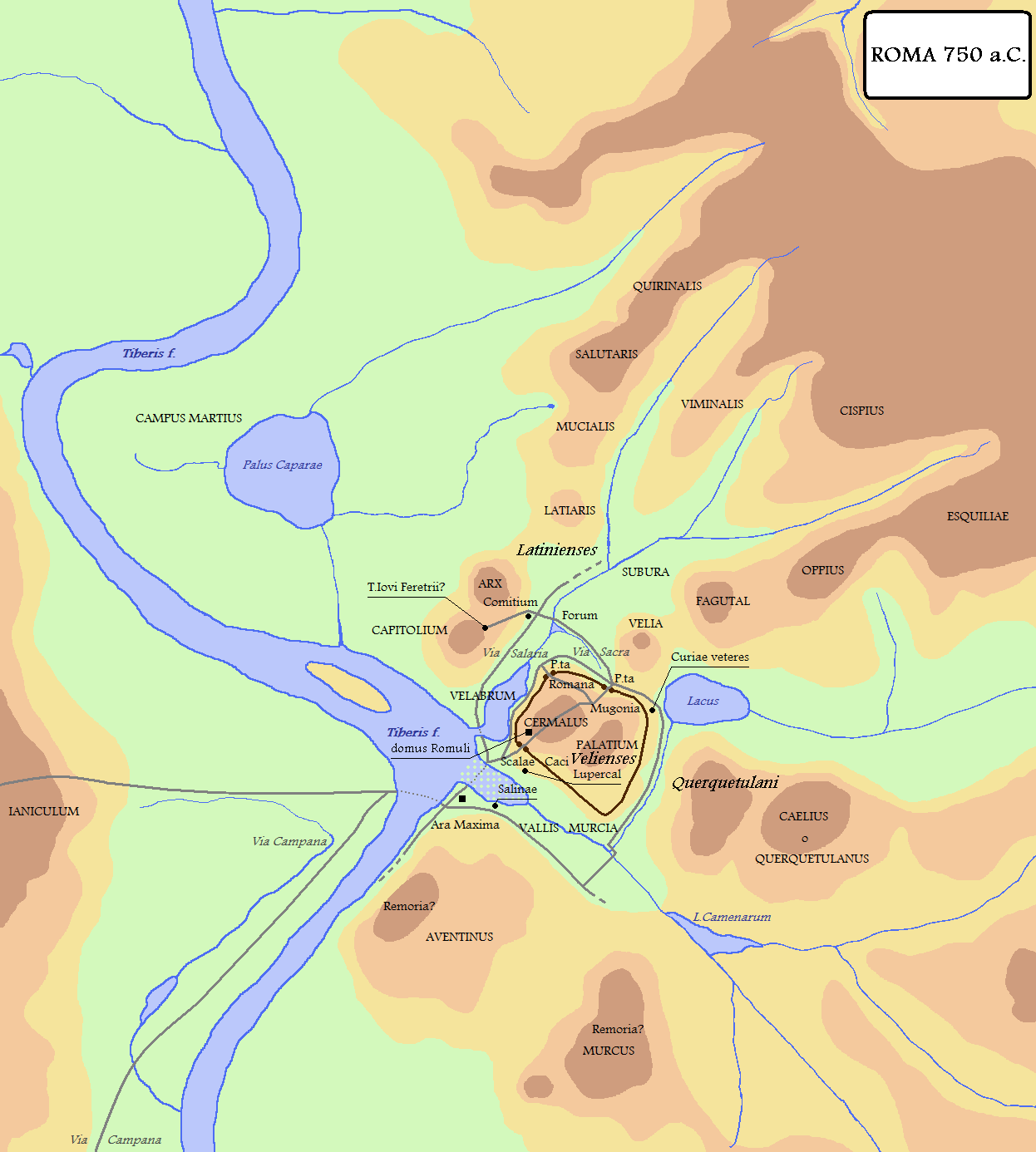
Roma nell'anno della sua fondazione, nel 753 a.C.

Il leggendario solco tracciato da Romolo aveva probabilmente una funzione di pomerium e quindi di confine, ed è abbastanza verosimile, data l'antica conformazione del colle, che il primitivo muro e il fossato che lo accompagnavano fossero stati realizzati solo sul lato tra il Germalo e il Palatino, a difesa del lato più esposto, anche se il pomerium, per il suo significato di cinta sacrale, doveva certamente circondare tutto il centro abitato.
La Roma quadrata cui accennano alcuni autori classici comprendeva invece entrambe le alture, con l'esclusione del colle Velia. Tacito fornisce alcune indicazioni in merito al primitivo recinto della città, in base alle quali è possibile ipotizzare il seguente percorso, lungo circa un chilometro e mezzo: dalla basilica di Sant'Anastasia al Palatino, all'incirca all'incrocio tra le odierne via dei Cerchi e via di S. Teodoro, lungo il lato meridionale del Palatino fino alla chiesa di S. Gregorio, piegando poi verso l'Arco di Costantino, quindi verso l'Arco di Tito e la basilica di Santa Francesca Romana per ricongiungersi poi al tracciato dell'odierna via di San Teodoro e scendere per il Velabro fino alla chiesa di Santa Anastasia. Le estremità erano segnalate da altari: l'ara massima di Ercole invitto nel Foro Boario, l'ara di Conso nella valle del Circo Massimo, il santuario dei Lari ai piedi della Velia e le Curiae Veteres sull'angolo nord-orientale del Palatino. È abbastanza evidente che alcuni di questi tratti sfruttavano la naturale conformazione del colle e non necessitavano pertanto di alcun muro.

### Fonti primarie
- Appiano, Sui Re di Roma.
- Dionigi di Alicarnasso, Antichità romane, I.
- Festo, De verborum significatu.
- Ovidio, Fasti, IV.
- Plutarco, Vita di Romolo, in Vite parallele.
- Tacito, Annales, XII.

### Fonti secondarie
- A.Carandini, Roma il primo giorno, Roma-Bari, Laterza, 2007.
- L.G.Cozzi, Le porte di Roma, F. Spinosi Ed., Roma, 1968
- M.Quercioli, Le mura e le porte di Roma, Newton Compton, Roma, 1982